# Club sportif Lons Jura
Ne doit pas être confondu avec le Cercle sportif lédonien, club créé en 2009.
Maillots
Le Club sportif Lons Jura est un club français de rugby à XV basé à Lons-le-Saunier, dans le Jura.
Le club disparaît après la saison 2008-2009, après avoir fait l'objet d'une liquidation judiciaire.

## Histoire

### 1914 à 2009
Le rugby s’implante à Lons-le-Saunier au tout début du XXe siècle et  compteras  jusqu’à quatre équipes compétitives avant la Première Guerre mondiale. Les « Enfants du Jura », comme ils se dénomment, dominent le rugby régional, au point d’affronter parfois des seniors.
L’Union sportive lédonienne, s’organise en 1905. L’effectif se compose de lycéens et de militaires du 44e RI en garnison dans la ville. En 1910, un deuxième club voit le jour, le Football club lédonien, qui joue en maillot vert à parements noirs. La ville étant trop petite pour deux sociétés rivales, les deux clubs fusionnent rapidement sous le nom de FC Lédonien. Demi-finaliste du championnat de France de troisième série en 1913 (battu 3-6 par Autun), le FCL affronte régulièrement son grand rivale régional le FC Saint-Claude.
En mars 1914, le FCL laisse sa place au Club sportif lédonien. Durement touché par la guerre, le club reprend ses activités en octobre 1919 et joue alors en maillots blancs à parements violets. En 1930, les couleurs actuelles sont adoptées (maillot blanc, écusson sang et or), sous l’impulsion de Jean Ricart, ancien bon joueur de Perpignan, qui arrive au club pour lui faire franchir un palier. Il ne reste qu’un an, mais les résultats sont immédiats : le CSL remporte le championnat de Franche-Comté  en 1931, avant de s’incliner en championnat de France contre le RRC Nice, futur champion. L’année suivante, c’est la consécration avec le titre de Promotion (soit la troisième division) contre l’US Coursan (10-3) à Vienne. L’accession à la division d’Honneur (deuxième division) n’interrompt pas les bons résultats, et en 1935, le club accède à la première division après un match de barrage victorieux contre le Toulouse OEC (4-3) à Avignon. 
Versé dans une poule infernale (avec Vienne, Agen, Pau, le Stade français, Narbonne et Le Boucau) le CSL sauve sa place grâce à des victoires lors de matchs de barrage.
Le club effectue ensuite de bonnes saisons en première division. En 1937, Lons échoue à se qualifier malgré une victoire sur le FC Grenoble, leader de la poule. En 1938, le CSL termine deuxième de sa poule devant notamment le glorieux Stade toulousain (0-0) avant d'être éliminé en seizième de finale du championnat. À l’issue de la saison 1939, le CSL se classe 17e club français, soit le meilleur résultat de toute l’histoire du club. La Seconde Guerre mondiale interrompt cette embellie au point de menacer l'existence du CSL.
À la suite de la réorganisation des championnats, le club manque de peu la remontée en première division en 1946 puis en 1950, et navigue dès lors entre la deuxième et la troisième division. 
Avec l'arrivée de Gilles Moriconi, le CSL prend enfin une envergure et vit ses plus grands moments. Les derniers bons résultats datent des années 2000 : accession en fédérale 1 contre Auxerre suivie du titre de champion de France de Fédérale 2 contre l’Avenir aturin (Aire-sur-l'Adour) (23-22) emmené par le duo Mandic-Mayet, puis accession à la Fédérale 1 en 2007. Enfin en 2008, sous la Présidence de Lionel Radenne accompagné par Gilles Moriconi (devenu directeur sportif) l'équipe entraînée par Christophe Vojetta et Jean-Luc Petot se qualifie pour le trophée Jean-Prat terminant 3e de sa poule en faisant tomber le futur champion l'US Colomiers qui n'avait perdu qu'un seul match auparavant.
Pour la saison 2008-2009, tout le staff a été remanié. Éric Nicolas devient président du club et Damien Ortega devient l'entraineur du CSLJ. Le 25 octobre 2008 est inauguré une mascotte. Il s'agit d'un dinosaure avec des gants de boxe.

### 2009: disparition du club
En août 2009 le club est mis en liquidation judiciaire.
Afin de pérenniser la pratique du rugby à Lons-le-Saunier, un nouveau club est créé en parallèle de la disparition du Club sportif Lons Jura : le Cercle sportif lédonien voit ainsi le jour le 8 août 2009.

## Palmarès
- Champion de Franche-Comté : 1931
- Champion de France Promotion : 1932
- Champion de France Fédérale B : 1997
- Champion de France Fédérale 2 : 2000

## Personnalités du club

### Anciens joueurs
- André Berthozat
- Ioan Ciofu
- Cerith Rees
- Franck Romanet
- Raphaël Saint-André
- Josh Strauss
- Marius Visser
- Vinaya Wakanivuga
- Karena Wihongi
- Jean-Marc Arban
- Laurent Belligoi
- Džoni Mandić
- Laurent Cluzeau
- Cristian Constantin
- Petrisor Crap
- Arnaud Dubois
- Julien-Nicolas Fromont
- Jean-Marc Jacquin
- James Kogker
- Olivier Hernandez
- Pierre Martins
- Alexandre Mourier
- Jerome Mayet
- Issac Mow
- Sébastien Perrin
- Julien Py
- Mosese Ratuvou
- Florent Rouve
- Florent Theodori
- Rati Urushadze
- Manu Vieira
- Frederick Viljoen
- Christophe Vojetta
- Félix Lambey
- Étienne Fourcade
- Ben Neiceru

### Entraîneurs
- Raphaël Saint-André